# Språk i Sydafrika

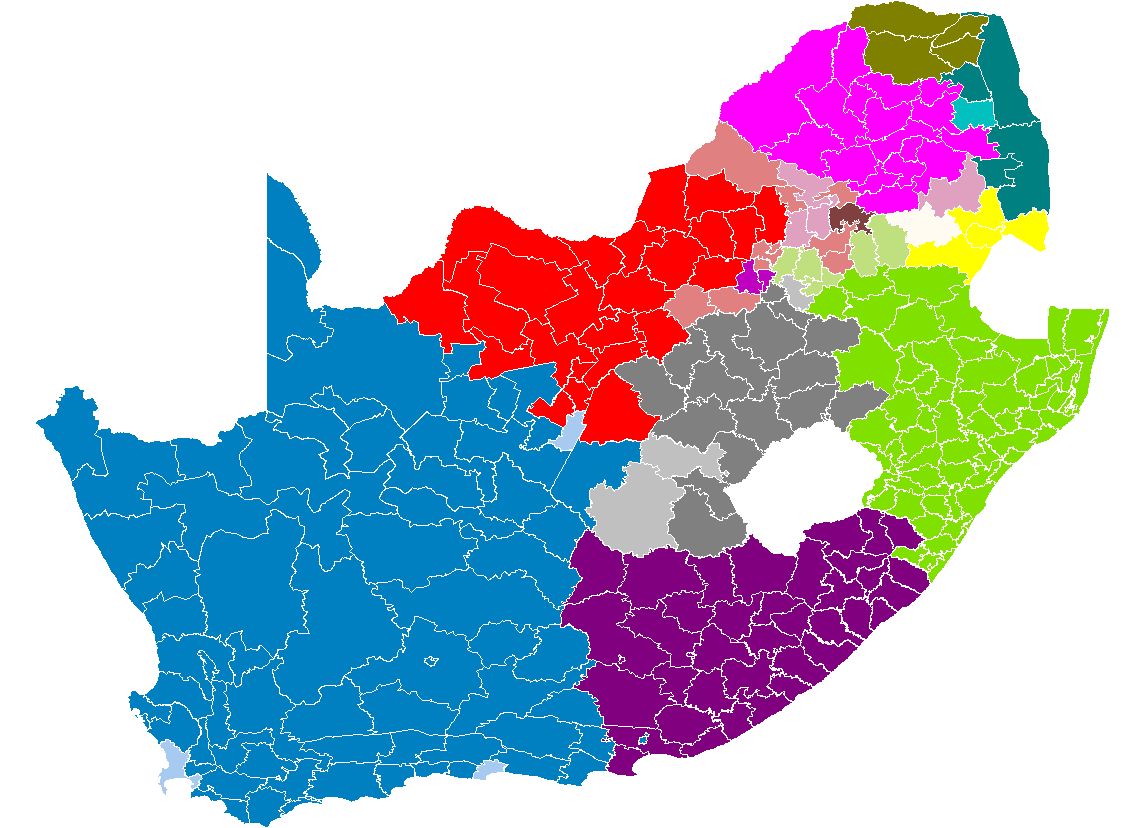
Kartan visar huvudsaklig indelning av Sydafrikas officiella språk i landets kommuner. Ljusare nyanser indikerar avsaknad av språkmajoritet i kommunen. Blått: afrikaans. Rosa: nordsotho. Grått: sotho. Gult: swati. Cyan: tsonga. Rött: tswana. Olivgrönt: venda. Lila: xhosa. Grönt: zulu.

Sydafrikas officiella språk är afrikaans, engelska, ndebele, nordsotho (pedi), sotho, swazi, tsonga, tswana, venda, xhosa och zulu.
Under den tidigare apartheidregimens tid var de officiella språken bara afrikaans och engelska. De nuvarande officiella språken fastslogs i 1996 års konstitution.

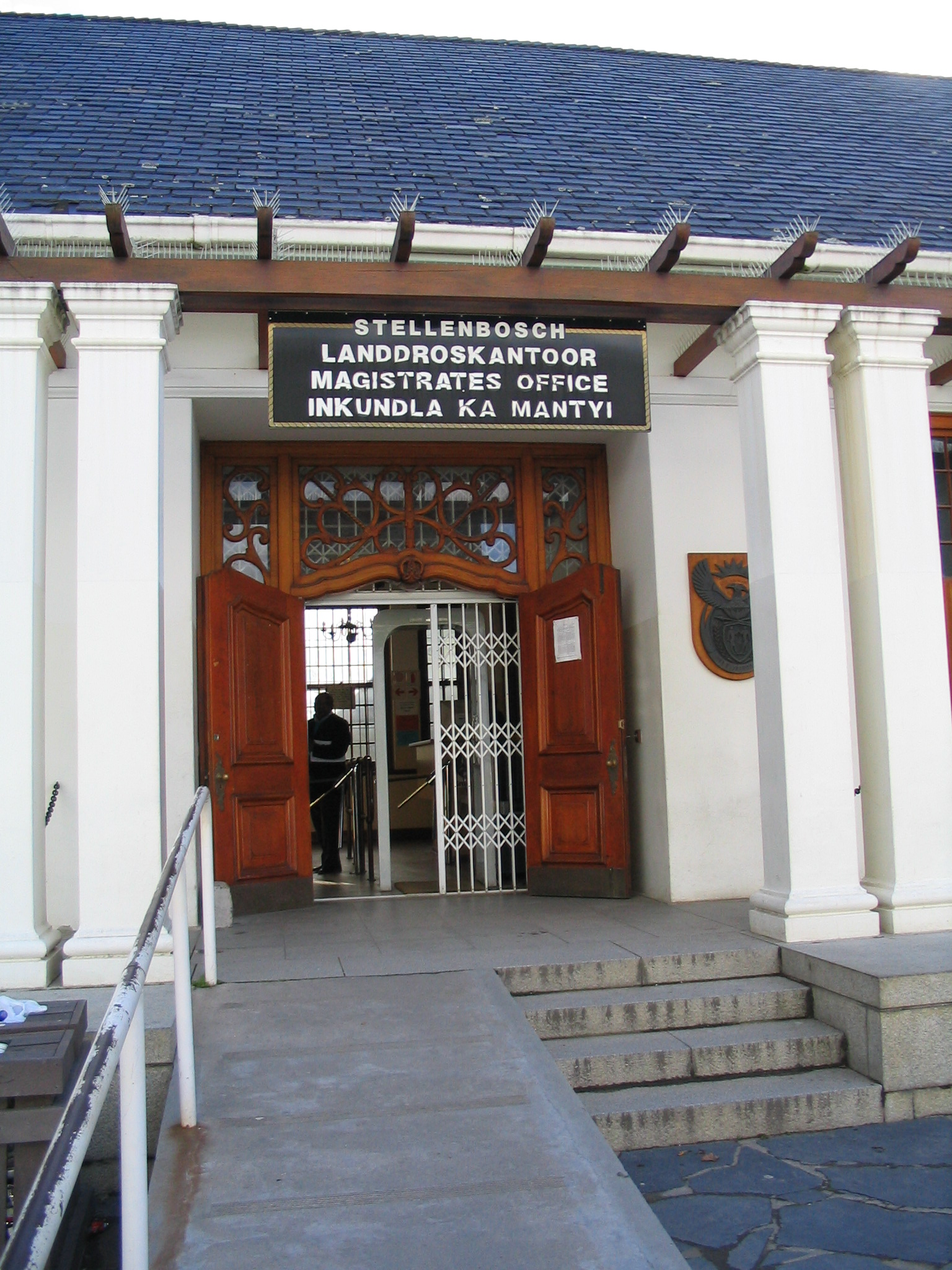
Magistraten i Stellenbosch med trespråkig skylt vid entré.

Flerspråkighet är ett typiskt inslag hos Sydafrikas befolkning: en sydafrikan talar i genomsnitt 2,84 språk. Det finns människor som enbart talar ett språk, men många kan tre, fyra språk eller fler. Flerspråkigheten är som vanligast bland den svarta majoriteten.

## Språkens storlek enligt folkräkningen 2011
| Språk       | Antal talare | Andel av befolkningen |
| ----------- | ------------ | --------------------- |
| Zulu        | 11 587 374   | 22,7 %                |
| Xhosa       | 8 154 258    | 16,0 %                |
| Afrikaans   | 6 855 082    | 13,5 %                |
| Engelska    | 4 892 623    | 9,6 %                 |
| Nordsotho   | 4 618 576    | 9,1 %                 |
| Tswana      | 4 067 248    | 8,0 %                 |
| Sotho       | 3 849 563    | 7,6 %                 |
| Tsonga      | 2 277 148    | 4,5 %                 |
| Swazi       | 1 297 046    | 2,5 %                 |
| Venda       | 1 209 388    | 2,4 %                 |
| Ndebele     | 1 090 223    | 2,1 %                 |
| Teckenspråk | 234 655      | 0,5 %                 |
| Övriga      | 828 258      | 1,6 %                 |
| Totalt      | 50 961 443   | 100 %                 |

## Andra språk i Sydafrika
Sydafrikanskt teckenspråk har ingen officiell status, men det erkänns i Sydafrikas grundlag. De döva har arbetat för att teckenspråket ska bli statens tolfte officiella språk.
Portugisiska talas av ungefär 200 000 människor i Sydafrika. År 2019 föreslog Portugals statssekreterare för den portugisiska gemenskapen utomlands, José Luís Carneiro, att språket borde undervisas mer i sydafrikanska skolor.

## Myndigheterna
Enligt Sydafrikas grundlag ska det finnas en pan-sydafrikansk språknämnd (engelska: Pan South African Language Board) vars uppgift är att skydda de elva officiella språken, teckenspråk samt khoi-, nama- och sanspråk. Nämnden ska också främja andra språk som talas av minoriteter i landet, vilket inkluderar tyska, grekiska, gujarati, hindi, portugisiska, tamil, telugu och urdu. Språk som används av religiösa skäl ska också främjas, vilket bland annat innefattar arabiska, hebreiska och sanskrit.
National Language Service existerar under idrotts-, konst- och kulturdepartementet och koordinerar bland annat provinsernas språkpolicys. Deras uppdrag är också att utöka medvetandet om Sydafrikas språkliga mångfald samt öka toleransen för alla språk.